# Sparedrus championi
Sparedrus championi es una especie de coleóptero de la familia Oedemeridae.

## Distribución geográfica
Habita en Himachal Pradesh (India).